# DF8

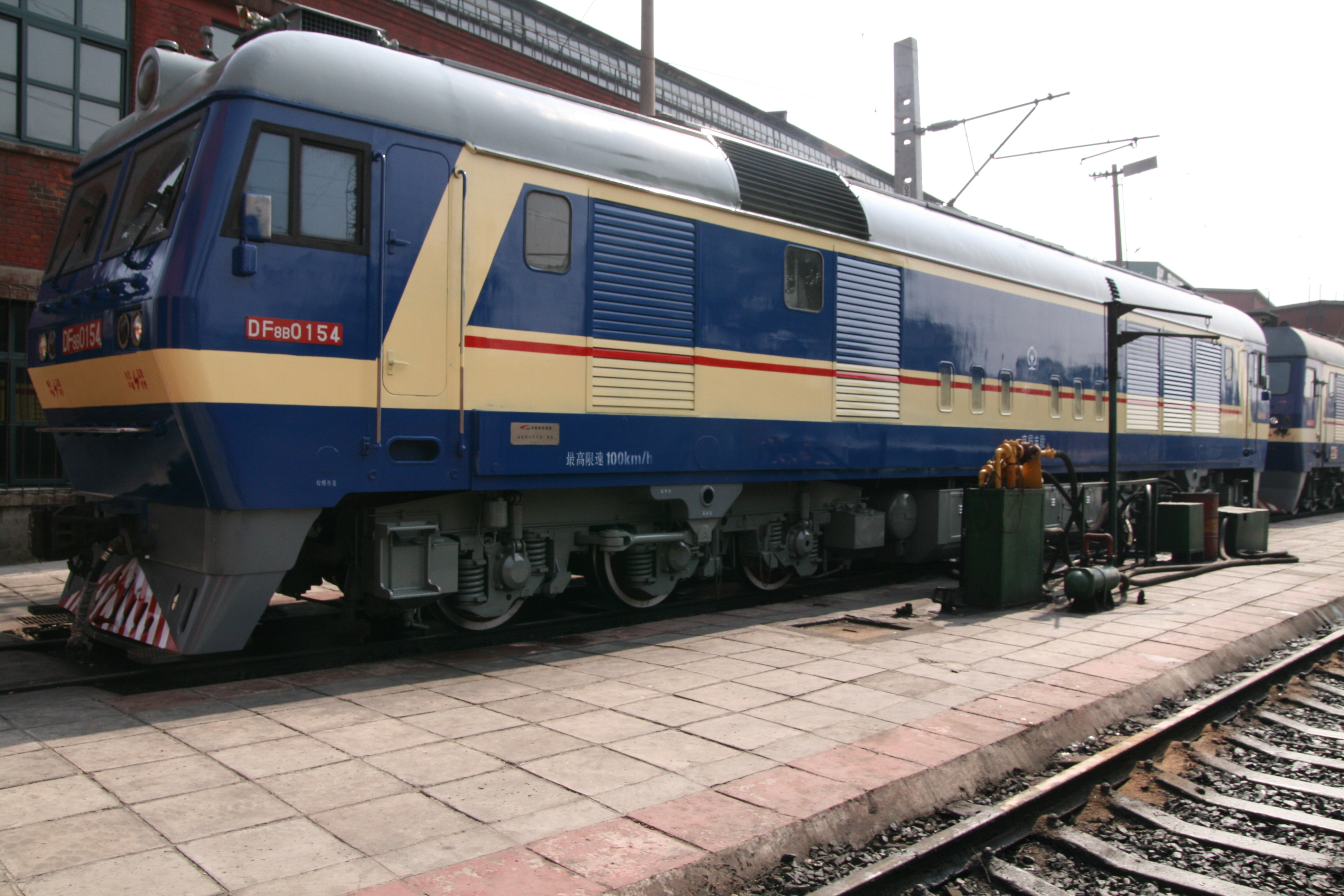
Đầu máy DF8B - 0154 tại trạm đầu máy Phong Đài, Cục Đường sắt Bắc Kinh

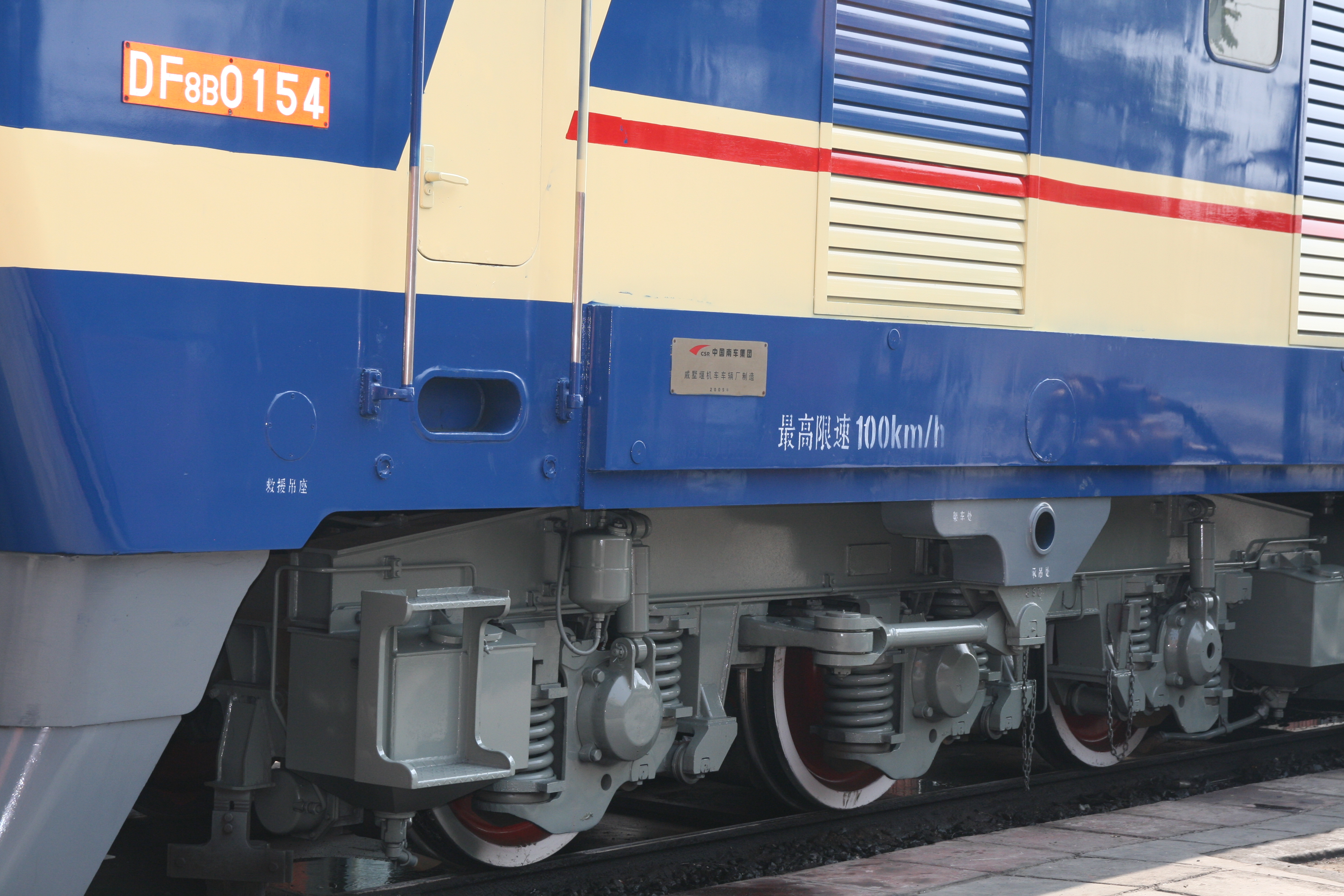
Giá chuyển hướng của đầu máy DF8B - 0154

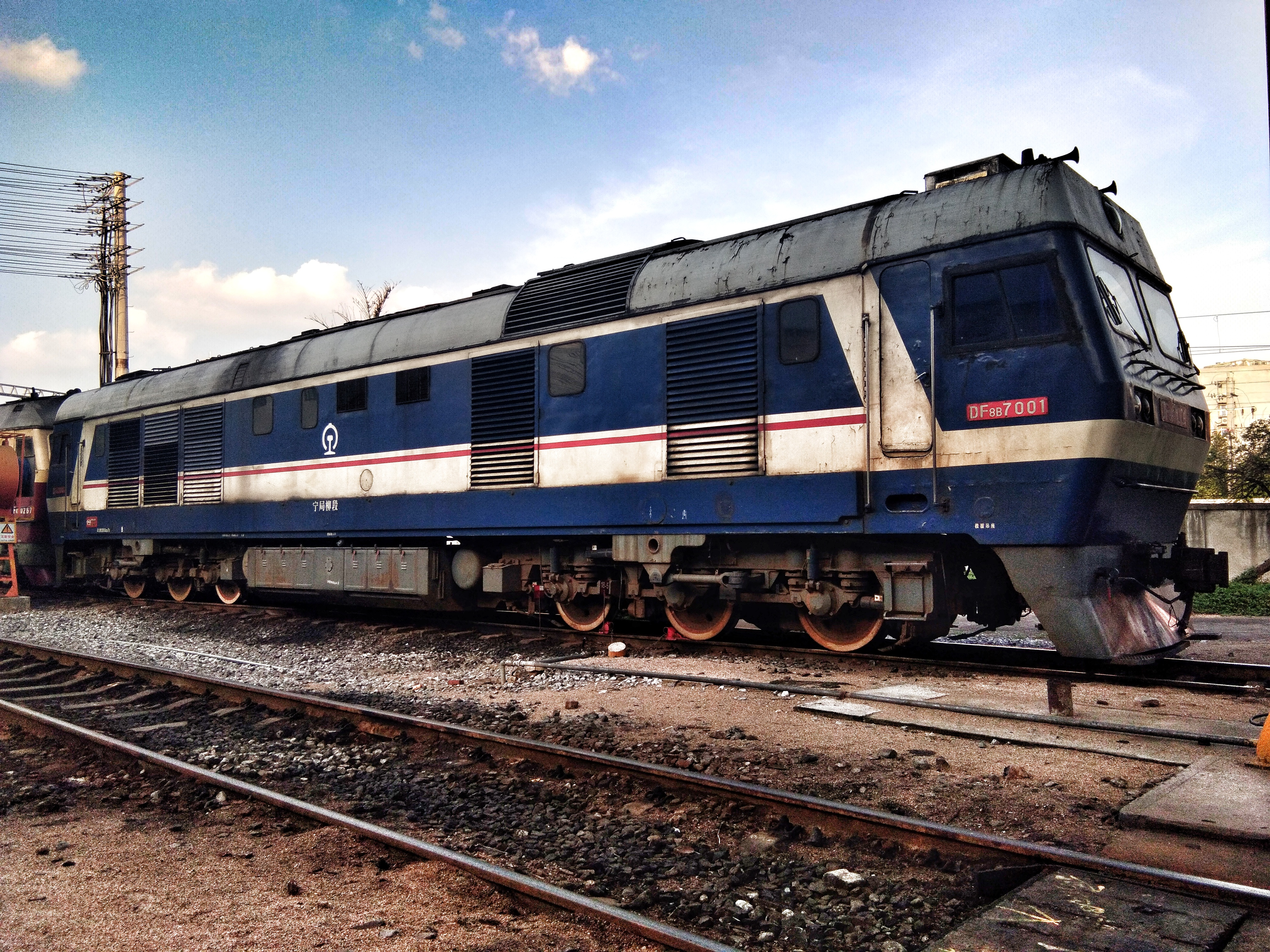
Đầu máy DF8B - 7001 tại trạm đầu máy Liễu Châu

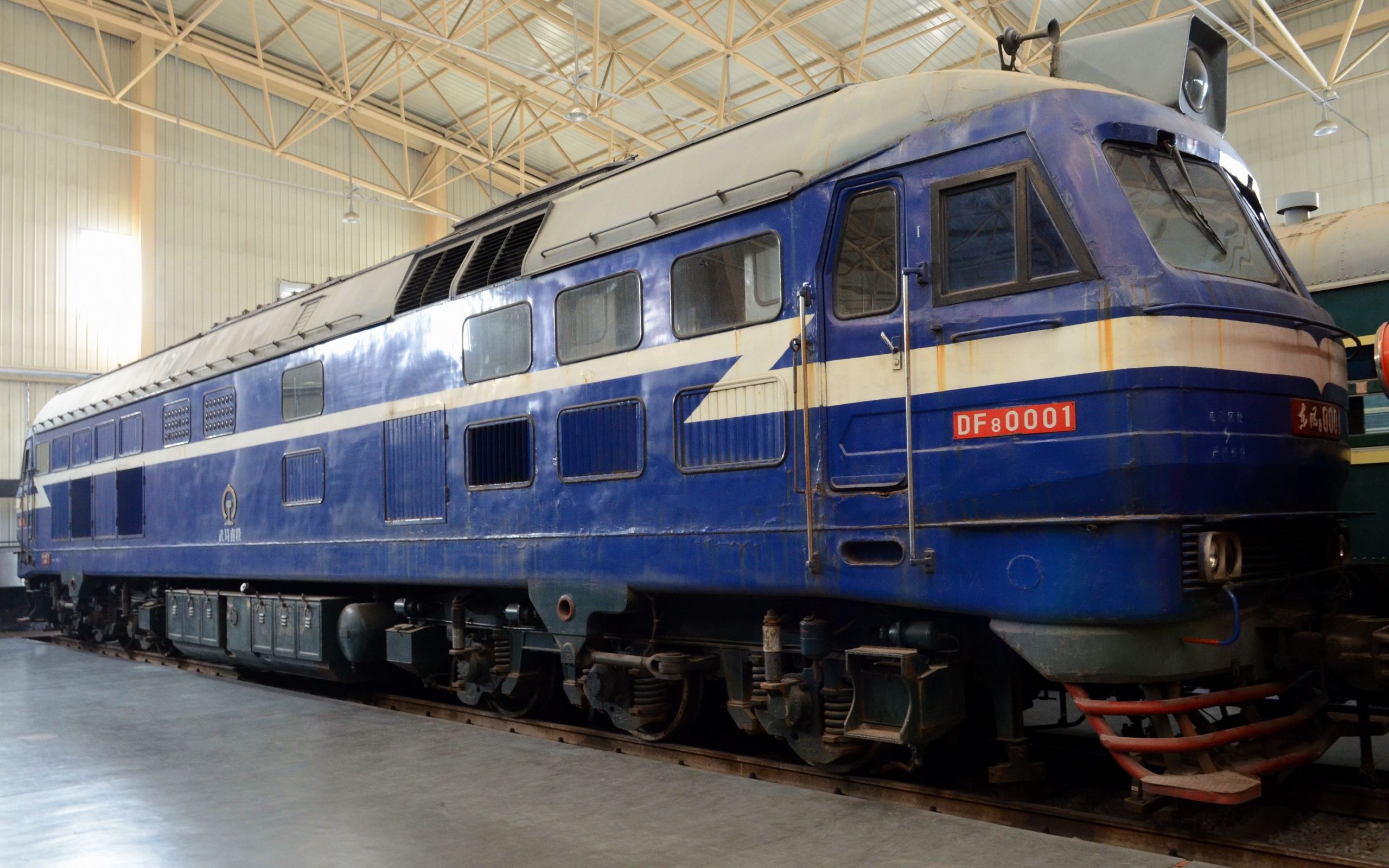
DF8-0001 được trưng bày tại Bảo tàng Đường sắt Trung Quốc.

DF8 (tiếng Trung: 东风8; Hán-Việt: Đông Phong 8; bính âm: Dong feng 8) là một loại đầu máy diesel được sử dụng ở Trung Quốc. Nó được sản xuất từ năm 1984 cho đến giữa những năm 1990, với việc sản xuất hàng loạt bắt đầu từ năm 1989. Loại đầu máy DF8B đổi mới vẫn đang được sản xuất cho đến ngày nay. DF8 hầu như chỉ được sử dụng để kéo các đoàn tàu vận chuyển hàng hóa.

## Các phiên bản

### DF8
Thế hệ DF8 đầu tiên được vận hành bởi động cơ 16V280ZJ với công suất 3.310 kW (4.440 hp), do Công ty Đầu máy toa xe Qishuyan sản xuất.

### DF8B
Thế hệ thứ hai là DF8B, được vận hành bởi động cơ 16V280ZJA được cải tiến với công suất 3.680 kW (4.930 hp), bắt đầu được sản xuất vào năm 1997. Qishuyan không sản xuất chiếc nào còn Công ty Đầu máy CRRC Ziyang sản xuất khoảng 5000 chiếc

#### Phiên bản 7000
Vào năm 2000, Công ty Đầu máy toa xe CRRC Qishuyan đã sản xuất một chiếc đầu máy DF8B được đánh số là DF8B-7001. Là một đầu máy thử nghiệm và chỉ có một chiếc được sản xuất. Hiện nay nó thuộc sở hữu của Trạm đầu máy Liễu Châu, Cục Đường sắt Nam Ninh. 

#### Phiên bản 9000
Công ty Đầu máy toa xe CRRC Qishuyan đã sản xuất một vài chiếc DF8B ban đầu cho Đường sắt Qingzang, tuy vậy chúng đã không được thành công. Chúng được đánh số DF8B-9001 và 9002.

#### Các phiên bản khác và các mẫu  liên quan
Một biến thể của đầu máy DF8B đã được thiết kế để vận hành tại Jamaica.
12 chiếc CKD4C đã được chuyển tới Venezuela với cái tên là DF8Bven, tuy nhiên chúng khá giống với loại DF8B được sử dụng trong nước. 
Một biến thể của DF8B đã được thiết kế dành cho tuyến Đường sắt Mombasa - Nairobi tại Kenya.
Một biến thể của DF8B và DF8BI đã được thiết kế để vận hành ở Iran. Có một loại đầu máy SDD21 khác được thiết kế cho Iran được trang bị động cơ 12V280ZJ. 
Một biến thể của DF8B, CKD9A, đã được thiết kế để chạy tại Turkmenistan.
Một biến thể của DF8B, SDD16 cũng đã được thiết kế để sử dụng ở Guinea.`
Có một loại đầu máy SDD17 với động cơ 12V280ZJ được sử dụng ở Ả Rập Xê Út.
Có một loại đầu máy SDD19 với động cơ là 6280ZJ  được sử dụng ở Uzbekistan.
Các đầu máy kéo tàu khách là DF9 và DF11 sử dụng cùng một động cơ 16V280ZJA giống với loại DF8B.

### DF8BJ
Đầu máy DF8BJ sử dụng động cơ 16V280ZJG ( 4,000 kW hay 5,364 hp) với thiết bị biến tần GTO VVVF và động cơ kéo điện xoay chiều, được sản xuất bởi Công ty Đầu máy Ziyang. Nó được thiết kế dành cho Đường sắt Thanh-Tạng.

### DF8CJ
Loại đầu máy DF8CJ được sản xuất bởi Công ty Đầu máy toa xe Qishuyan. Nó được trang bị động cơ 16V280ZJB (R16V280ZJ) (công suất cực đại là 5,900 hp) và động cơ kéo điện xoay chiều.
Loại đầu máy kéo tàu khách sau này là HXN5K, loại đầu máy kéo tàu hàng là HXN5B và FXN5C đều sử dụng phiên bản động cơ 12 xi lanh (R12V280ZJ).

### DF8DJ
Công ty Đầu máy Ziyang đã sản xuất một chiếc đầu máy DF8B đặc biệt, ban đầu được dự định sẽ vận hành trên tuyến Đường sắt Thanh - Tạng và được đánh số là DF8DJ-0001. Phiên bản DF8DJ có động cơ Caterpillar 3616 công suất là 6,810 hp với đầu máy động cơ điện không đồng bộ và công suất của nó là 6,400 hp. Bộ Đường sắt Trung Quốc đã bỏ đề xuất này và đầu máy trên được đánh số lại là DF8B-5672. Hiện nó đang chạy trên tuyến đường sắt Xiyan ở Thiểm Tây và đã được sửa sang lại với động cơ nhiên liệu kép (LNG & dầu diesel). 

## Trưng bày
- DF8-0001: được trưng bày tại Bảo tàng Đường sắt Trung Quốc
- DF8-0092: được trưng bày tại Bảo tàng Đường sắt Thẩm Dương [16]